# Afkoppelen

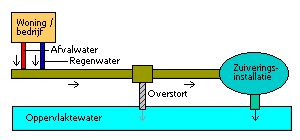
Gemengd stelsel

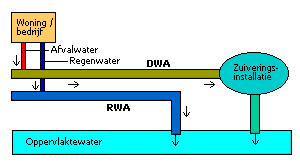
Gescheiden stelsel

Afkoppelen is het aanpassen van leidingen voor de afvoer van hemelwater zodat deze niet langer op het vuilwaterriool lozen (gescheiden stelsel).
Op de meeste plaatsen in Nederland ligt nu nog een gemengd rioolstelsel in de straat, waar zowel hemelwater als afvalwater in terechtkomt. Door dit buizenstelsel wordt het water meteen afgevoerd naar de rioolwaterzuiveringsinstallatie.
Bij zware neerslag kan het met regenwater vermengde afvalwater overlopen naar oppervlaktewater. Bij afkoppelen wordt het relatief schone hemelwater afgevoerd naar het oppervlaktewater of direct geïnfiltreerd in de bodem door middel van bijvoorbeeld een wadi, verticale infiltratiebuizen of infiltratiekratten.
Het water kan ook tijdelijk worden opgeslagen (geborgen) en op een gunstiger moment worden afgevoerd. Deze maatregelen verminderen de vuilemissie op oppervlaktewater en kunnen ook afvoerknelpunten in het gemengde rioolstelsel verkleinen.